# Сільський округ Маліка Габдулліна
Сільський округ Малі́ка Габду́лліна (каз. Мәлік Ғабдуллин ауылдық округі, рос. Сельский округ Малика Габдуллина) — адміністративна одиниця у складі Зерендинського району Акмолинської області Казахстану. Адміністративний центр — село Маліка Габдулліна.
Населення — 1157 осіб (2021; 1213 у 2009, 1629 у 1999, 2038 у 1989).
Станом на 1989 рік існувала Пухальська сільська рада (села Дороговка, Малі Тюкти, Пухальське, Серафимовка, аул Койсалган). Станом на 2009 рік існував Пухальський сільський округ (села Дороговка, Койсалган, Пухальське, Серафимовка, аул Малі Тюкти). 2010 року округ отримав сучасну назву.

## Склад
До складу округу входять такі населені пункти:
| Населений пункт         | Населення, осіб (1989) | Населення, осіб (1999) | Населення, осіб (2009) | Населення, осіб (2021) |
| ----------------------- | ---------------------- | ---------------------- | ---------------------- | ---------------------- |
| Дороговка, село         | 326                    | 232                    | 173                    | 143                    |
| Койсалган, село         | 9                      | 51                     | 31                     | 29                     |
| Маліка Габдулліна, село | 1053                   | 773                    | 555                    | 577                    |
| Малі Тюкти, село        | 270                    | 282                    | 219                    | 189                    |
| Серафимовка, село       | 380                    | 291                    | 235                    | 219                    |